# Cronaca dei primi re

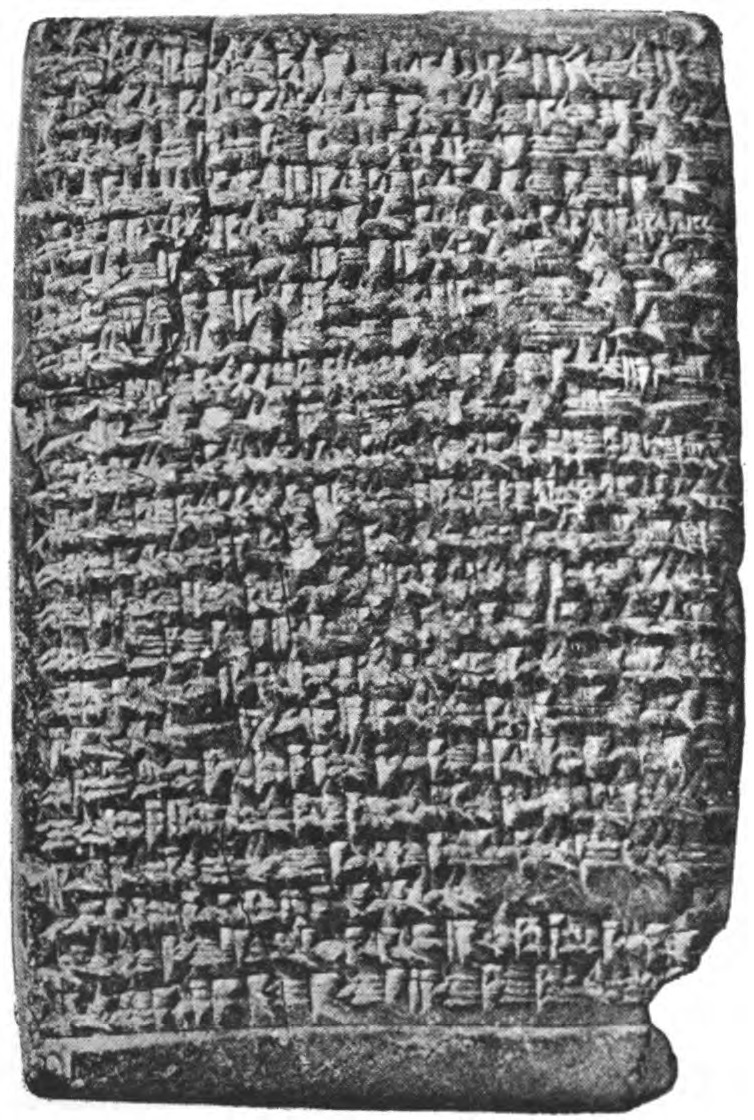
Lato fronte della tavoletta A della Cronaca dei primi re.

La Cronaca dei primi re, numerata ABC 20 da Albert Kirk Grayson e CM 40 da Jean-Jacques Glassner, è una cronaca babilonese conservata su due tavolette d'argilla: la tavoletta A è ben conservata, mentre la tavoletta B è rotta e il testo frammentario. Di carattere episodico, la Cronaca sembra essere stata composta collegando insieme gli apodosi della letteratura dei presagi, estratti dalla Cronaca di Weidner e dai nomi degli anni. La Cronaca di primi re inizia con gli eventi del regno di Sargon di Akkad, nel tardo terzo millennio, e termina liddove la tavoletta è spezzata, con il regno di Agum III, verso 1500 a.C. circa.
Un terzo frammento della cronaca babilonese, il Frammento B (o CM 41) tocca argomenti correlati e potrebbe essere una variante della stessa opera.

## Il testo
La tavoletta A inizia con un lungo passaggio riguardante l'ascesa e la caduta di Sargon di Akkad, causata da Marduk, per punirlo del suo modo empio di trattare Babilonia.
Questo riferimento apparentemente anacronistico a Babilonia riprende il testo della Cronaca di Weidner. La Babilonia del terzo millennio è molto poco conosciuta; il primo riferimento ad essa proveniente dal nome di un anno di regno di Šar-kali-šarri, nipote di Sargon. La cronaca dedica in seguito sei righe a suo nipote, Naram-Sin, menzionando due campagne contro Apišal, una città situata nel nord della Siria, e contro Magan, che si pensa si trovi nell'antico Oman. Quella di Apišal appare come l'apodosi di un presagio preso dal Bārûtu, il compendio dei presagi sacrificali.
Šulgi, figlio di Ur-Nammu, si vede scatenare contro una terribile vendetta per la sua espropriazione dei beni dal tempio di Marduk, malgrado le elargizioni di cibo fatte a Eridu.  Il passaggio seguente racconta la leggenda della scomparsa di Erra-Imittī e dell'ascesa di Enlil-bāni. La tavoletta termina con il marchio GIGAM. DIDLI che potrebbe essere stato un riferimento al catalogo degli scribi o in alternativa potrebbe denotare continui disordini, poiché GIGAM si riferisce a ippiru, "conflitto, sconvolgimento".
La tavoletta B si apre con una ripetizione delle sei righe che raccontano la scomparsa di Erra-Imittī, seguita da una sezione relativa alla spedizione di Ḫammu-rāpi contro Rim-Sin I, che riportò a Babilonia stipato in un ki-is-kap (un ḫúppu), un grande cesto. La gestione della rivolta di Rim-Sin II da parte di Samsu-iluna occupa la sezione successiva, ma il testo è mal conservato e gli eventi rimangono incerti finché non si registra la vittoria di Iluma-ilu, il fondatore della I dinastia del Paese del Mare sull'esercito di Samsu-iluna. Segue lo sbarramento del Tigri realizzato sotto Abi-Ešuḫ, che non riesce a contenere l'astuto Iluma-ilu. La storia della prima dinastia babilonese si conclude con l'invasione ittita durante il regno di Samsu-ditāna.
Gli ultimi due passaggi trattano degli eventi del primo periodo dinastico cassita. Dapprima con l'ultimo re della dinastia del Paese del Mare, Ea-gamil, in fuga dall'invasione di Ulam-Buriaš e poi dalla seconda incursione guidata da Agum III .

## Iscrizioni
1. ↑  BM 26472 (98-5-14, 290) tavoletta A.
2. ↑  BM 96152 (1902-4-12, 264) tavoletta B.